# Mhibes
Mhibes (o M'hibeus) és una reserva natural i una reserva d'animals creada per ordre ministerial a la governació de Bizerta, delegació de Sejnane, que s'estén també a Aïn Baccouche, delegació de Tabarka (governació de Jendouba), establerta per la protecció del cérvol de Barbaria.